# Rictichneumon belfragei
Rictichneumon belfragei là một loài tò vò trong họ Ichneumonidae.